# Prima Categoria Campania 1960-1961
Il campionato di calcio di Prima Categoria 1960-1961 è stato il V livello del campionato italiano. A carattere regionale, fu il secondo campionato dilettantistico con questo nome dopo la riforma voluta da Zauli del 1958.
Questi sono i gironi organizzati dal Comitato Regionale Campano per la regione Campania. Dalla stagione 1952-1953 le squadre molisane erano aggregate al Comitato Regionale Campano.
Con la creazione del Commissariato Provinciale di Campobasso (1952), le squadre molisane nuove affiliate si iscrivevano al campionato provinciale di Seconda Divisione (dal 1959-60 = Terza Categoria) e agli altri campionati campani di Prima e Seconda Categoria.

## Girone A

### Squadre partecipanti
| Squadra              | Città (provincia)             | Stagione 1959-1960 |
| -------------------- | ----------------------------- | ------------------ |
| Pol. Acerrana        | Acerra (NA)                   |                    |
| S.P. Afragolese      | Afragola (NA)                 |                    |
| U.S. Arturo Lepori   | Casoria (NA)                  |                    |
| U.S. Aversana        | Aversa (CE)                   |                    |
| U.S. Caivanese       | Caivano (NA)                  |                    |
| Pol. Capua           | Capua (CE)                    |                    |
| Fiamma Sannita       | Benevento                     |                    |
| U.S. Isernia         | Isernia                       |                    |
| Juve Sammaritana     | Santa Maria Capua Vetere (CE) |                    |
| S.S. Maddalonese     | Maddaloni (CE)                |                    |
| U.S. Marcianise      | Marcianise (CE)               |                    |
| Pol. Ortese          | Orta di Atella (CE)           |                    |
| Secondigliano        | Napoli-Secondigliano          |                    |
| U.S. Sessana         | Sessa Aurunca (CE)            |                    |
| U.S. Virtus Frattese | Frattamaggiore (NA)           |                    |
| ?                    | ?                             |                    |

### Classifica finale
|  | Pos. | Squadra   | Pt | G  | V | N | P | GF | GS |
|  | ---- | --------- | -- | -- | - | - | - | -- | -- |
|  | 1.   | Caivanese | ?? | 30 |   |   |   |    |    |
|  | 2.   | ???       | ?? | 30 |   |   |   |    |    |
|  | 3.   | ???       | ?? | 30 |   |   |   |    |    |
|  | 4.   | ???       | ?? | 30 |   |   |   |    |    |
|  | 5.   | ???       | ?? | 30 |   |   |   |    |    |
|  | 6.   | ???       | ?? | 30 |   |   |   |    |    |
|  | 7.   | ???       | ?? | 30 |   |   |   |    |    |
|  | 8.   | ???       | ?? | 30 |   |   |   |    |    |
|  | 9.   | ???       | ?? | 30 |   |   |   |    |    |
|  | 10.  | ???       | ?? | 30 |   |   |   |    |    |
|  | 11.  | ???       | ?? | 30 |   |   |   |    |    |
|  | 12.  | ???       | ?? | 30 |   |   |   |    |    |
|  | 13.  | ???       | ?? | 30 |   |   |   |    |    |
|  | 14.  | ???       | ?? | 30 |   |   |   |    |    |
|  | 15.  | ???       | ?? | 30 |   |   |   |    |    |
|  | 16.  | ???       | ?? | 30 |   |   |   |    |    |

Legenda:
      Ammessa alle finali regionali.
      Retrocessa in Seconda Categoria Campania 1961-1962.
Regolamento:
Due punti a vittoria, uno a pareggio, zero a sconfitta.

## Girone B

### Squadre partecipanti
| Squadra                            | Città (provincia)    | Stagione 1959-1960 |
| ---------------------------------- | -------------------- | ------------------ |
| U.S. Aenaria                       | Lacco Ameno (NA)     |                    |
| U.S. Arzanese                      | Arzano (NA)          |                    |
| S.P. Barrese                       | Napoli-Barra         |                    |
| S.S. Ercolanese                    | Ercolano (NA)        |                    |
| U.S. Flegrea                       | Napoli               |                    |
| A.S. Juventus Napoli               | Napoli               |                    |
| F.B.C. Libertas Vomero             | Napoli               |                    |
| Porta Piccola                      | Secondigliano-Napoli |                    |
| S.S. Portici                       | Portici (NA)         |                    |
| U.S. Puteolana Alba                | Pozzuoli (NA)        |                    |
| Santa Lucia                        | Napoli               |                    |
| S.S. Sibilla                       | Bacoli (NA)          |                    |
| A.S. Sorrento                      | Sorrento (NA)        |                    |
| Stella Polare                      | Napoli- Fuorigrotta  |                    |
| F.C. Turris                        | Torre del Greco (NA) |                    |
| U.S. Dipendenti Vetrerie Ricciardi | Vietri sul Mare (SA) |                    |

### Classifica finale
|  | Pos. | Squadra            | Pt | G  | V  | N  | P  | GF | GS |
|  | ---- | ------------------ | -- | -- | -- | -- | -- | -- | -- |
|  | 1.   | Turris             | 50 | 30 | 22 | 6  | 2  | 73 | 11 |
|  | 2.   | Flegrea            | 46 | 30 | 21 | 4  | 5  | 66 | 13 |
|  | 3.   | Puteolana          | 46 | 30 | 21 | 4  | 5  | 82 | 37 |
|  | 4.   | Ercolanese         | 40 | 30 | 13 | 14 | 3  | 39 | 19 |
|  | 5.   | Libertas Vomero    | 35 | 30 | 12 | 11 | 7  | 39 | 33 |
|  | 6.   | Sorrento           | 34 | 30 | 11 | 12 | 7  | 39 | 34 |
|  | 7.   | Porta Piccola      | 33 | 30 | 13 | 7  | 10 | 52 | 37 |
|  | 8.   | Aenaria            | 30 | 30 | 11 | 8  | 11 | 41 | 38 |
|  | 9.   | Barrese            | 29 | 30 | 13 | 3  | 14 | 46 | 45 |
|  | 10.  | Juve Napoli        | 29 | 30 | 10 | 9  | 11 | 40 | 37 |
|  | 11.  | Portici            | 26 | 30 | 8  | 10 | 12 | 32 | 42 |
|  | 12.  | Arzanese (-1)      | 25 | 30 | 9  | 8  | 13 | 37 | 36 |
|  | 13.  | Sibilla            | 21 | 30 | 6  | 9  | 15 | 41 | 63 |
|  | 14.  | Vetrerie Ricciardi | 14 | 30 | 4  | 6  | 20 | 30 | 95 |
|  | 15.  | Santa Lucia        | 12 | 30 | 4  | 4  | 22 | 31 | 79 |
|  | 16.  | Stella Polare      | 9  | 30 | 2  | 5  | 23 | 20 | 86 |

Legenda:
      Ammessa alle finali regionali.
      Retrocessa in Seconda Categoria Campania 1961-1962.
Regolamento:
Due punti a vittoria, uno a pareggio, zero a sconfitta.

## Girone C

### Squadre partecipanti
| Club                    | Città                      | Stagione 1959-1960                             |
| ----------------------- | -------------------------- | ---------------------------------------------- |
| Alfonso Negro           | Ercolano (NA)              |                                                |
| U.S. Altavillese        | Altavilla Irpina (AV)      |                                                |
| U.S. Ariano Valle Ufita | Ariano Irpino (AV)         |                                                |
| A.C. Atripalda          | Atripalda (AV)             |                                                |
| U.S. Audax Cervinara    | Cervinara (AV)             |                                                |
| A.C. Baiano             | Baiano (AV)                |                                                |
| Fiamma Sorrento         | Sorrento (NA)              |                                                |
| U.S. Juve S.A.F.F.A.    | Napoli                     |                                                |
| Libertas Casalnuovo     | Casalnuovo di Napoli (NA)  |                                                |
| A.S. Palmese            | Palma Campania (NA)        | 1º nel girone C della Prima Categoria campana. |
| Pro Nola                | Nola (NA)                  | 17º nel girone F della Serie D, retrocesso     |
| S.C. Pro Poggiomarino   | Poggiomarino (NA)          |                                                |
| A.C. Sangennarese       | San Gennaro Vesuviano (NA) |                                                |
| U.S. Savoia             | Torre Annunziata (NA)      |                                                |
| A.C. Solofra            | Solofra (AV)               |                                                |
| Pol. Viribus Unitis     | Somma Vesuviana (NA)       |                                                |

### Classifica finale
|  | Pos. | Squadra                 | Pt      | G  | V  | N  | P  | GF | GS |
|  | ---- | ----------------------- | ------- | -- | -- | -- | -- | -- | -- |
|  | 1.   | Atripalda               | 43      | 28 | 19 | 5  | 4  | 62 | 17 |
|  | 2.   | Palmese                 | 39      | 28 | 16 | 7  | 5  | 69 | 26 |
|  | 3.   | Sangennarese            | 39      | 28 | 18 | 3  | 7  | 54 | 28 |
|  | 4.   | Savoia                  | 36      | 28 | 13 | 10 | 5  | 49 | 24 |
|  | 5.   | Ariano Valle Ufita (-1) | 29      | 28 | 13 | 4  | 11 | 44 | 37 |
|  | 6.   | Viribus Unitis          | 29      | 28 | 10 | 9  | 9  | 40 | 43 |
|  | 7.   | Pro Poggiomarino        | 28      | 28 | 10 | 8  | 10 | 36 | 42 |
|  | 8.   | Fiamma Sorrento         | 27      | 28 | 11 | 5  | 12 | 47 | 52 |
|  | 9.   | Baiano (-3)             | 26      | 28 | 11 | 7  | 10 | 29 | 43 |
|  | 10.  | Libertas Casalnuovo     | 25      | 28 | 7  | 11 | 10 | 27 | 29 |
|  | 11.  | Pro Nola (-1)           | 21      | 28 | 6  | 10 | 12 | 21 | 36 |
|  | 12.  | Juve S.A.F.F.A. (-2)    | 20      | 28 | 7  | 8  | 13 | 34 | 48 |
|  | 13.  | Altavillese (-2)        | 16      | 28 | 7  | 4  | 17 | 32 | 55 |
|  | 14.  | Audax Cervinara         | 13      | 28 | 5  | 3  | 20 | 31 | 65 |
|  | 15.  | Solofra (-3)            | 13      | 28 | 6  | 4  | 18 | 27 | 65 |
|  | ---. | Alfonso Negro           | esclusa | -- | -- | -- | -- | -- | -- |

Legenda:
      Ammessa alle finali regionali.
      Retrocessa in Seconda Categoria Campania 1961-1962.
Regolamento:
Due punti a vittoria, uno a pareggio, zero a sconfitta.
Nota:
- In due partite è stata data partita persa ad entrambe le squadre.

## Girone D

### Squadre partecipanti
| Squadra                | Città (provincia)                | Stagione 1959-1960 |
| ---------------------- | -------------------------------- | ------------------ |
| U.S. Angri             | Angri (SA)                       |                    |
| U.S. Battipagliese     | Battipaglia (SA)                 |                    |
| Pol. Gelbison          | Vallo della Lucania (SA)         |                    |
| Libertas Scafati       | Scafati (SA)                     |                    |
| Moka                   | Salerno                          |                    |
| A.G. Nocerina          | Nocera Inferiore (SA)            |                    |
| O.N.O.G. De Vivo       | Angri (SA)                       |                    |
| U.S. Padula            | Padula (SA)                      |                    |
| U.S. Paganese          | Pagani (SA)                      |                    |
| Piagginese             | Piaggine (SA)                    |                    |
| Dop. Postelegrafonici  | Salerno                          |                    |
| Pol. Santa Maria       | Santa Maria di Castellabate (SA) |                    |
| S.C. Sapri             | Sapri (SA)                       |                    |
| G.S. Tirrenia          | Cava de' Tirreni (SA)            |                    |
| S.S. Vis Sanseverinese | Mercato San Severino (SA)        |                    |

### Classifica finale
|  | Pos. | Squadra           | Pt | G  | V | N | P | GF | GS |
|  | ---- | ----------------- | -- | -- | - | - | - | -- | -- |
|  | 1.   | Angri             | 45 | 28 |   |   |   |    |    |
|  | 2.   | Battipagliese     | 44 | 28 |   |   |   |    |    |
|  | 3.   | Nocerina          | 42 | 28 |   |   |   |    |    |
|  | 4.   | Paganese          | 38 | 28 |   |   |   |    |    |
|  | 5.   | Gelbison          | 32 | 28 |   |   |   |    |    |
|  | 6.   | Sapri             | 31 | 28 |   |   |   |    |    |
|  | 7.   | Moka              | 30 | 28 |   |   |   |    |    |
|  | 8.   | Padula            | 28 | 28 |   |   |   |    |    |
|  | 9.   | Postelegrafonici  | 27 | 28 |   |   |   |    |    |
|  | 10.  | Tirrenia          | 23 | 28 |   |   |   |    |    |
|  | 11.  | Vis Sanseverinese | 22 | 28 |   |   |   |    |    |
|  | 12.  | Piagginese        | 21 | 28 |   |   |   |    |    |
|  | 13.  | Santa Maria       | 19 | 28 |   |   |   |    |    |
|  | 14.  | O.N.O.G. De Vivo  | 8  | 28 |   |   |   |    |    |
|  | 15.  | Libertas Scafati  | 4  | 28 |   |   |   |    |    |

Legenda:
      Ammessa alle finali regionali.
      Retrocessa in Seconda Categoria Campania 1961-1962.
Regolamento:
Due punti a vittoria, uno a pareggio, zero a sconfitta.

## Finali per il titolo
|           | Risultati |           | Luogo e data            |  |
| --------- | --------- | --------- | ----------------------- |  |
| Angri     | 1 - 1     | Caivanese | Nola, 28 maggio 1961    |  |
| Atripalda | 0 - 0     | Turris    | Salerno, 28 maggio 1961 |  |
| Angri     | 0 - 1     | Atripalda | Caserta, 4 giugno 1961  |  |
| Caivanese | 0 - 1     | Turris    | Napoli, 4 giugno 1961   |  |
| Angri     | 4 - 3     | Turris    | Nola, 11 giugno 1961    |  |
| Atripalda | 0 - 0     | Caivanese | Salerno, 11 giugno 1961 |  |

### Classifica finale
|  | Pos. | Squadra   | Pt | G | V | N | P | GF | GS |
|  | ---- | --------- | -- | - | - | - | - | -- | -- |
|  | 1.   | Atripalda | 4  | 3 | 1 | 2 | 0 | 1  | 0  |
|  | 2.   | Angri     | 3  | 3 | 1 | 1 | 1 | 5  | 5  |
|  | 2.   | Turris    | 3  | 3 | 1 | 1 | 1 | 4  | 4  |
|  | 4.   | Caivanese | 2  | 3 | 0 | 2 | 1 | 1  | 2  |

Legenda:

      Promosso.
Note:

Due punti a vittoria, uno a pareggio, zero a sconfitta.

## Verdetti finali
- L'Atripalda è ammessa alle finali interregionali. È promossa in Serie D.